# Acrotomodes casta
Acrotomodes casta är en fjärilsart som beskrevs av Louis Beethoven Prout 1910. Acrotomodes casta ingår i släktet Acrotomodes och familjen mätare. Inga underarter finns listade i Catalogue of Life.